# 金彦任重
金彦 任重（かねひこ たかしげ、韓国名：김영덕、金 永徳（キム・ヨンドク）、1936年1月27日 - 2023年1月21日）は、在日韓国人のプロ野球選手（投手、右投右打）。
現役時代は南海ホークスでプレーした。大韓民国に帰国後は、大韓民国のアマチュア野球球団やKBOリーグの球団で監督を務めた。
また、日本在住時、1958年に金彦任重とする前の名前として金彦 永徳を名乗っていた。

## 略歴
1936年1月27日、京都府に生まれる。
神奈川県の逗子開成高等学校を経て、1956年に南海ホークスに入団。背番号は1。
プロ4年目の1959年に1軍デビューし6勝を挙げ、1963年まで通算67試合（158.2回）に登板した。通算成績は7勝9敗、防御率3.57。
1964年に大韓民国に帰国し、実業野球の大韓海運公社、クラウンビール、韓一銀行で活躍。また韓一銀行時代の1970年に監督兼選手に就任し、指導者としてのキャリアをスタートした。
現役引退後はソウル特別市の奨忠高校、天安市の北一高等学校の野球部の監督を務めた。また1971年アジア野球選手権大会では野球大韓民国代表のコーチを務めた。
1982年にこの年発足したKBOリーグのOBベアーズの初代監督に就任。この年の韓国シリーズを制覇し、チームを初代王者へと導いた。1983年限りで退団した。
1984年からはサムスン・ライオンズの監督を務め、1985年に優勝へと導いた。1986年限りで退団した。
1988年、前年・前々年と最下位争いをしていたピングレ・イーグルスに「優勝請負人」として監督に招聘され、前年までとは違う好成績を残した。またこの年の4月7日にサムスン・ライオンズに勝利して、KBOリーグ史上初の通算300勝を挙げた監督となった。しかし、ピングレでは韓国シリーズに進出するものの準優勝に終わることも多く、最終的にはリーグ優勝を果たせず、1993年のシリーズをもって、戦績不振の責任を取り、契約切れとなって退団した。
1996年にLGツインズの投手インストラクター、1997年よりLGツインズの2軍監督を務めたが、1998年をもって2軍監督の契約が更新されず、野球界から退いた。
2023年1月21日に韓国で死去した。

## 詳細情報

### 年度別投手成績
| 年 度     | 球 団     | 登 板 | 先 発 | 完 投 | 完 封 | 無 四 球 | 勝 利 | 敗 戦 | セ 丨 ブ | ホ 丨 ル ド | 勝 率 | 打 者 | 投 球 回 | 被 安 打 | 被 本 塁 打 | 与 四 球 | 敬 遠 | 与 死 球 | 奪 三 振 | 暴 投 | ボ 丨 ク | 失 点 | 自 責 点 | 防 御 率 | W H I P |
| --------- | --------- | ----- | ----- | ----- | ----- | -------- | ----- | ----- | -------- | ----------- | ----- | ----- | -------- | -------- | ----------- | -------- | ----- | -------- | -------- | ----- | -------- | ----- | -------- | -------- | ------- |
| 1959      | 南海      | 43    | 8     | 0     | 0     | 0        | 6     | 6     | --       | --          | .500  | 417   | 102.0    | 93       | 8           | 19       | 1     | 2        | 54       | 2     | 1        | 45    | 35       | 3.09     | 1.10    |
| 1960      | 南海      | 8     | 3     | 0     | 0     | 0        | 1     | 2     | --       | --          | .333  | 98    | 23.2     | 19       | 3           | 11       | 1     | 2        | 6        | 0     | 0        | 9     | 9        | 3.38     | 1.27    |
| 1962      | 南海      | 15    | 2     | 0     | 0     | 0        | 0     | 1     | --       | --          | .000  | 136   | 32.0     | 39       | 4           | 5        | 1     | 0        | 15       | 0     | 0        | 23    | 19       | 5.34     | 1.38    |
| 1963      | 南海      | 1     | 0     | 0     | 0     | 0        | 0     | 0     | --       | --          | ----  | 3     | 1.0      | 1        | 0           | 0        | 0     | 0        | 0        | 0     | 0        | 0     | 0        | 0.00     | 1.00    |
| 通算：4年 | 通算：4年 | 67    | 13    | 0     | 0     | 0        | 7     | 9     | --       | --          | .438  | 654   | 158.2    | 152      | 15          | 35       | 3     | 4        | 75       | 2     | 1        | 77    | 63       | 3.57     | 1.18    |

### 記録
- 初登板：1959年4月14日、対近鉄バファロー1回戦（大阪球場）、3回表無死から2番手で救援登板・完了、7回1失点（自責点0）
- 初安打・初本塁打：1959年4月26日、対阪急ブレーブス2回戦（阪急西宮球場）、柴田英治からソロ
- 初先発登板・初勝利・初先発勝利：1959年4月19日、対毎日大映オリオンズ6回戦（後楽園球場）、5回2失点

### 背番号
- 1（1956年-1960年）
- 20（1961年-1963年）
- 40（1982年-1983年）
- 60（1984年）
- 70（1985年-1987年）
- 99（1988年-1993年）
- 96（1997年-1998年）